# Lauderdale House
Lauderdale House est une maison historique, aujourd'hui gérée comme un centre d'art et d'éducation, située à Waterlow Park, Highgate dans le nord de Londres.

## Histoire

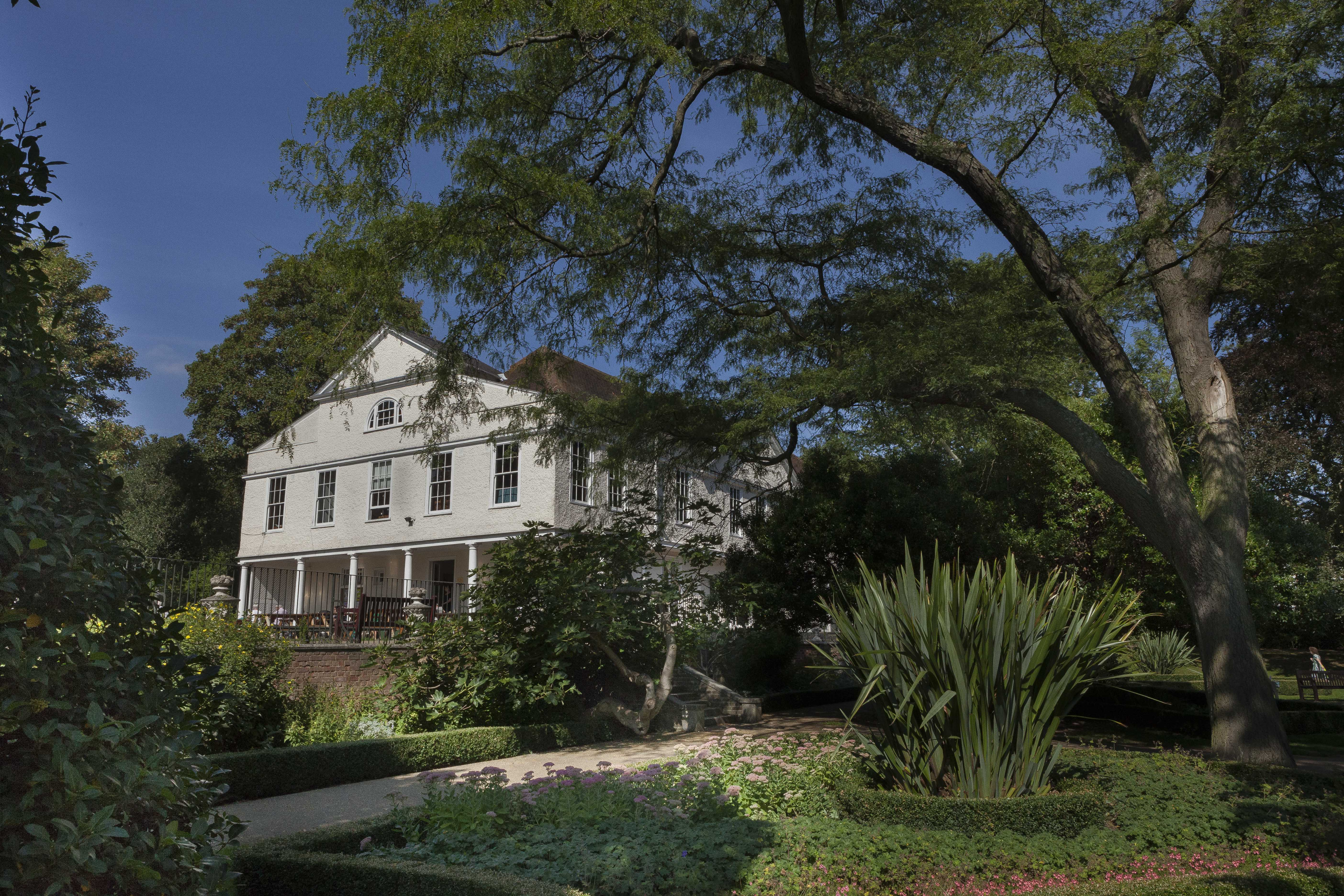
Lauderdale House

Lauderdale House est l'une des plus belles maisons de campagne de Highgate et est construite à l'origine pour Richard Martin (Lord-maire de Londres) en 1582 avec une ossature en bois. Au début du XVIIe siècle, elle est occupée par Henry Hobart, qui en 1616 construit Blickling Hall dans le Norfolk, aujourd'hui propriété du National Trust. La maison est achetée par le marchand de soie d'Henrietta Maria, William Geere, qui la vend à Mary, comtesse de Home. Elle agrandit la maison. En 1645, elle est transmise au comte de Lauderdale (d'où son nom) en héritage à sa femme Anne Home. En 1666, elle reçoit la visite de Charles II et Samuel Pepys, tandis que Nell Gwyn y aurait vécu brièvement en 1670. C'est plus tard la résidence du maire de Londres, William Pritchard.

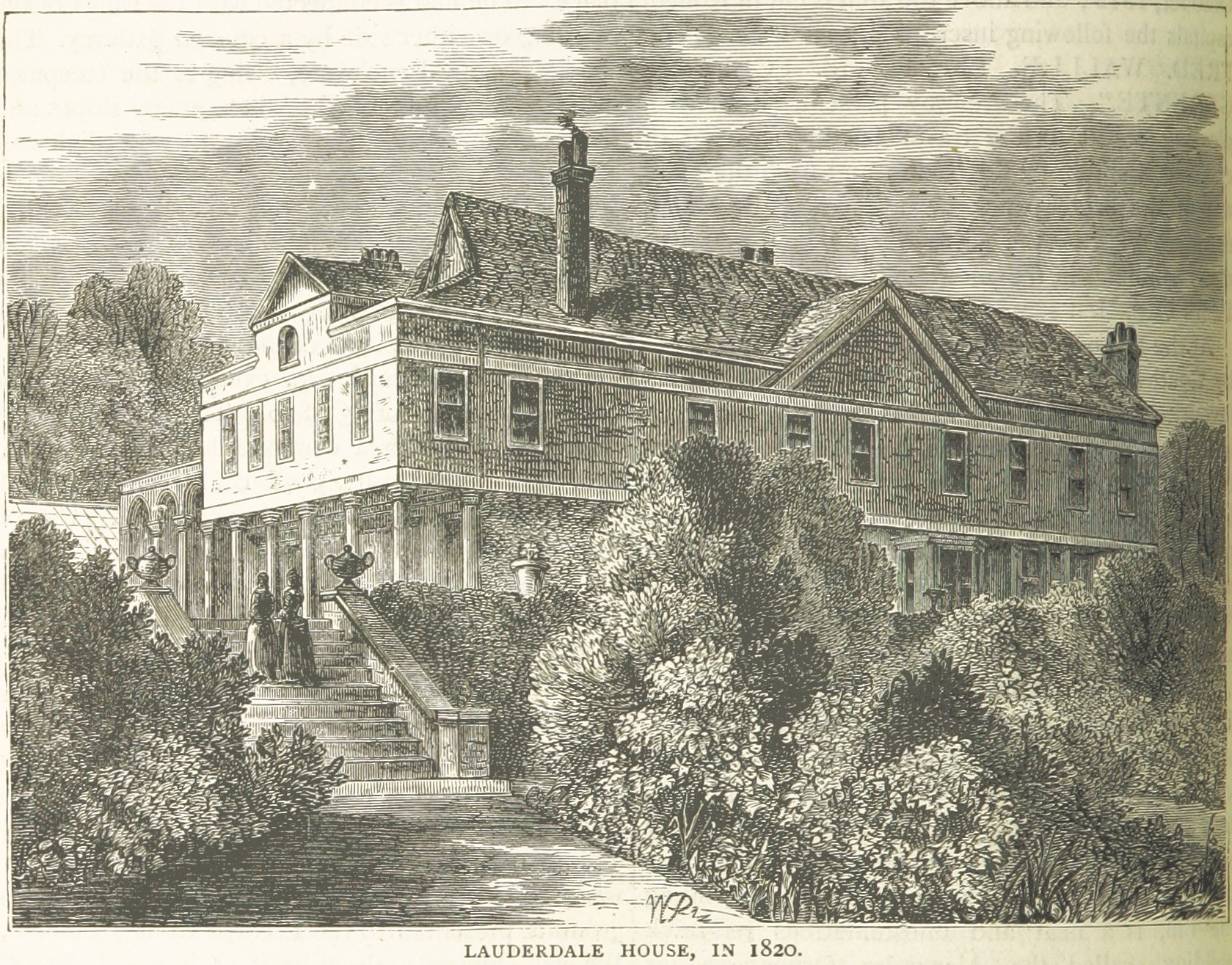
La maison en 1820

Elle est convertie au style néoclassique en 1760 et John Wesley y prêche en 1782. Pendant quelque temps, c'est la demeure de James Yates (en), antiquaire et unitarien, qui s'y retire pour passer des années de « loisirs érudits » au milieu d'« une noble bibliothèque et d'une belle collection d'œuvres d'art ». Il y meurt en 1871. La maison devient une maison de convalescence pour l'hôpital Saint-Barthélemy en 1872.
En 1882, le propriétaire de l'époque, Sydney Waterlow, le célèbre imprimeur, en fait don « pour le plaisir des Londoniens ». Il s'agit d'un bâtiment classé Grade II*.